# الیمپوس اف‌ئی-۳۴۰
الیمپوس اف‌ایی-۳۴۰ (به انگلیسی: Olympus FE-340) یک دوربین عکاسی ساخت شرکت الیمپوس است.